# Elizabeth Vásquez
Elizabeth Vásquez Blasco (Quito, c. 1980) es una abogada y activista transfeminista ecuatoriana. Es una proponente del denominado «activismo alternativista», que ella define como el uso del derecho como herramienta subversiva para lograr reivindicaciones o evoluciones sociales.
Vásquez fue una de las principales activistas en temáticas relacionadas a la reivindicación de los derechos de las personas trans en Ecuador durante las primeras décadas del siglo XXI, además de redactar varios proyectos de ley para ampliar derechos de la población LGBT y haber sido asesora en la redacción de la Constitución del Ecuador de 2008. También fue una de las primeras personas abiertamente LGBT en lanzarse como candidata a un cargo de elección popular.
Junto a la activista Ana Almeida, es una de las líderes de la organización Proyecto Transgénero.

## Trayectoria
Desde corta edad estuvo involucrada con círculos feministas, aunque su activismo inició en 2001, cuando era estudiante de derecho en la Pontificia Universidad Católica del Ecuador y conoció en Quito a la activista y trabajadora sexual trans Yelina Fuertes, quien pertenecía a la agrupación conocida como Lafayette. Junto con Fuertes y otros compañeros universitarios suyos, Vásquez formó la Patrulla Legal, un grupo que buscaba proteger el derecho al trabajo sexual de mujeres transgénero. Posteriormente, la Patrulla Legal evolucionaría en la organización Proyecto Transgénero.
Como promotora del uso alternativista del derecho, Vásquez empezó a utilizar litigios estratégicos para cambiar la situación legal de las personas LGBT. El primer caso ocurrió en 2004, época en que las parejas conformadas por personas del mismo sexo aún no tenían ningún tipo de reconocimiento legal en el país. Para remediar esto, Vásquez creó un contrato que definía los términos de una «unión gay» entre dos hombres aprovechando el hecho de que, siempre y cuando las cláusulas no contravinieran ninguna ley, no había limitaciones para los términos en que un contrato mercantil podía ser definido. Entre las cláusulas que incluyó se encontraban el establecimiento de una sociedad patrimonial, el intercambio de anillos de compromiso, la presencia de testigos y el denominar «novios» a las partes. El notario que recibió la solicitud se mostró contrario a la misma y acusó a los novios de querar registrar una unión de hecho LGBT, pero Vázquez le mostró que se trataba solo de un contrato mercantil y que su rol se limitaba solo a dar fe del acuerdo que habían alcanzado las partes. De este modo, el contrato pudo notarizarse.
También en 2004, Vásquez intentó hacer uso de un artículo de la ley de Registro Civil que permitía cambiar el sexo de una persona en su partida de nacimiento en casos de «error». Aunque este artículo era usado para errores de tipeo en los documentos, Vásquez intentó usarlo para personas trans, aduciendo que el campo de sexo mostraba un error en estos casos. No obstante, el intento no prosperó. Tres años después, Vásquez llevó el llamado «Caso Ciudadana Luis Enrique Salazar», en que logró por medio de una trampa legal que el Registro Civil de Machala aceptara el género femenino de una mujer trans de quien se negaban a reconocer su identidad a la hora de obtener su cédula de ciudadanía. Producto de esto, Vásquez logró que se reconociera la libertad estética de la mujer trans de quien se refería el caso en la fotografía de su documento.
Durante esta época, redactó además, junto con el constitucionalista Ramiro Ávila Santamaría, un proyecto de ley  antidiscriminación que llegó a primer debate en el Congreso Nacional de Ecuador. También redactó un proyecto de ley para tipificar los crímenes de odio por identidad de género.
Para las elecciones a la Asamblea Constituyente de 2007, fue candidata a asambleísta por la alianza entre el Partido Socialista Ecuatoriano y el movimiento Pachakutik. Esta elección fue notoria por ser la primera en que personas abiertamente LGBT participaron como candidatos. Aunque no resultó electa, Vásquez entró a trabajar en la Asamblea como asesora de la asambleísta Tania Hermida y logró incluir varios artículos que establecían derechos relevantes para las personas LGBT, muchos de ellos cobijados en el impulso que la Constitución dio a la interculturalidad. Entre ellos estuvo el derecho a «elegir el nombre» y a la «libertad estética», que fueron incluidos como respuesta a las dificultades para registrar muchos nombres en lenguas indígenas, pero que Vázquez promovió sabiendo que a la vez garantizarían el derecho a la identidad de las personas trans.
El siguiente caso de uso de derecho alternativista por parte de Vásquez tuvo lugar en 2010, nueve años antes de la legalización del matrimonio entre personas del mismo sexo en Ecuador, cuando participó de la planeación del matrimonio entre los ciudadanos Joey Hateley y Hugo Vera, una pareja conformada por un hombre trans y uno cisgénero. El matrimonio, que tuvo lugar en Quito, fue oficiado por el concejal Norman Wray y pudo realizarse debido a que Hateley conservaba su sexo como femenino en sus documentos de identidad, por lo que no había restricción legal. No obstante, el caso generó gran cobertura por la prensa nacional e internacional, que describieron el hecho como la «primera boda gay» del país.

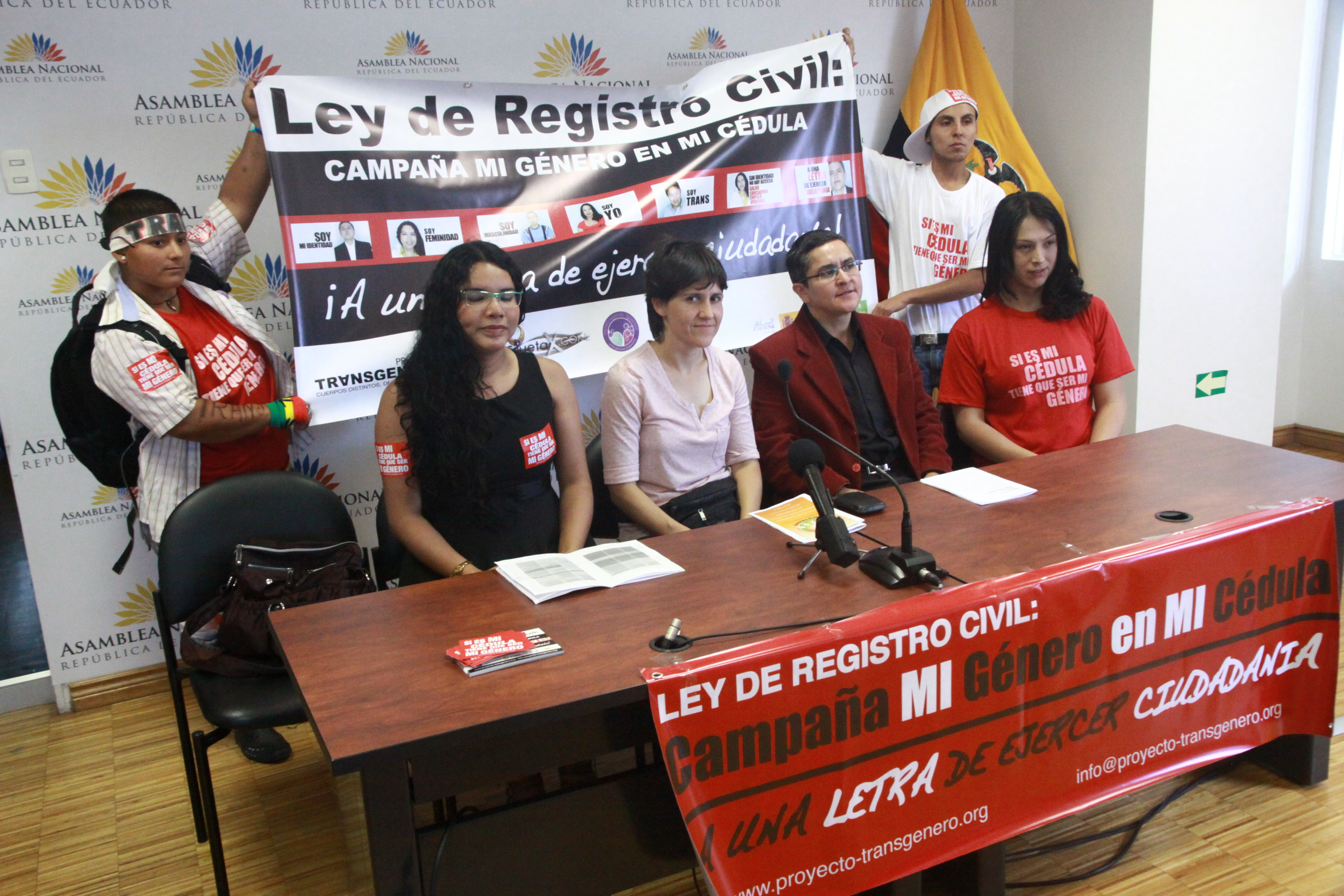
Rueda de prensa en la Asamblea Nacional de Ecuador sobre la campaña «Mi género en mi cédula» (Vásquez sentada en el centro).

En 2012, Vásquez y el Proyecto Transgénero se unieron a la campaña «Mi género en mi cédula», que a través de una coalición nacional de organizaciones LGBT buscaba el reconocimiento del género de las personas trans en sus documentos de identidad. Como parte del mismo, Vásquez presentó ante la Asamblea Nacional una reforma a la Ley de Registro Civil del Ecuador que buscaba sustituir el campo de sexo en la cédula de ciudadanía por el de género. Finalmente, la reforma fue aprobada en 2015, pero en base a una propuesta distinta de la planteada originalmente, pues en lugar de sustituir el campo de sexo por el de género, permitía realizar el cambio solo a las personas transgénero que lo solicitaran. Varias activistas trans acogieron la propuesta como un gran avance, aunque otras señalaron que en la práctica crearía dos tipos de cédulas: una para personas cisgénero con el campo de sexo y otra para personas trans con el de género.
Vásquez también participó de la redacción de la Ordenanza para la inclusión, el reconocimiento y respeto a la diversidad sexual y sexo-genérica en el cantón Cuenca, que se aprobó por el consejo de la ciudad en 2016.

## Vida personal
Vásquez se identifica como una mujer «trisexual», que ella definió como una orientación sexual en que las personas se sienten atraídas por los hombres, por las mujeres y por «todos los demás». Su activismo se ha centrado particularmente en los derechos de las personas transgénero, aunque ha encontrado algo de resistencia al ocupar espacios de representación en campañas relacionadas a estos temas al no ser ella una mujer trans.